# Hormathiidae
Hormathiidae é uma família de cnidários antozoários da infraordem Thenaria, subordem Nyantheae (Actiniaria).

## Géneros
- Actinauge Verrill, 1883
- Adamsia Forbes, 1840
- Allantactis Danielssen, 1890
- Amphianthus Hertwig, 1882
- Calliactis Verrill, 1869
- Cataphellia Stephenson, 1931
- Chondrophellia Carlgren, 1925
- Cricophorus Carlgren, 1924
- Hormathia Gosse, 1859
- Hormathianthus Carlgren, 1943
- Paracalliactis Carlgren, 1928
- Paraphellia Haddon, 1889
- Paraphelliactis Carlgren, 1928
- Phelliactis Simon, 1892
- Stephanauge Verrill, 1899